# Segunda Regional B de Aragón
La Segunda Regional B de Aragón es la cuarta categoría de fútbol regional masculino en Aragón y novena en términos absolutos, organizada por la Real Federación Aragonesa de Fútbol. Está compuesta por un único grupo de catorce equipos. Al finalizar la temporada ascienden a Segunda Regional de Aragón los dos primeros clasificados.

## Sistema de competición
En la temporada 2020-21 no habrá descensos a Tercera Regional de Aragón, pero sí ascensos desde esta categoría. Para la 2021-22, la categoría estaría organizada en un único grupo de dieciocho equipos que disputaban una liga a dos vueltas. Los tres primeros clasificados obtendrían la promoción a Segunda Regional. Asimismo, los tres últimos descendían a la Tercera Regional.

## Ámbito geográfico
A pesar de su nombre, la categoría solo reúne a equipos de Zaragoza y de localidades de su provincia próximas a la capital. Poblaciones como Zuera, San Mateo de Gállego, o La Puebla de Alfindén o Cuarte de Huerva son las más alejadas de Zaragoza de entre las que cuentan con equipos. Esto hace que la competición tenga en realidad un carácter inferior al provincial, asimilable casi al comarcal. La causa es la gran concentración de equipos en esta zona en la que vive más de la mitad de la población aragonesa.

## Carácter aficionado
Jugadores y entrenadores son aficionados, no existiendo profesionales en esta categoría. Con sus recursos deben pagar diversos gastos: inscripción del equipo en la competición; ficha de cada jugador para que disponga de un seguro; remuneración del árbitro; equipación, balones y otros materiales; multas y alquiler del campo de juego. Para ayudar a sufragar estas cargas, los clubes reciben una pequeña subvención que la Federación Aragonesa de Fútbol destina al fomento del fútbol aficionado.

## Arbitraje
Los partidos son arbitrados por un único colegiado sin la ayuda de asistentes. Este árbitro es el único que percibe una pequeña remuneración de la Federación a cambio de su participación en el evento. Los árbitros novatos acceden a esta categoría por antigüedad, normalmente al año siguiente a aprobar el curso de acceso a la actividad, y combinan su actuación en Segunda Regional B con su actividad como jueces de línea en Primera Regional —primera categoría en la que la presencia de árbitros asistentes es obligatoria—  y Liga Nacional Juvenil, así como de árbitros únicos en competiciones con futbolistas de edades inferiores. Además de ellos, también intervienen en Segunda Regional B colegiados de categorías superiores.

## Equipos de la temporada 2024-25

### Grupo único
| Equipo                       | Localidad        | Estadio                   |
| ---------------------------- | ---------------- | ------------------------- |
| Atlético Monegrillo          | Monegrillo       | El Plano                  |
| Atlético Quarte              | Cuarte de Huerva | Nuevo Municipal de Cuarte |
| Camping Bohalar              | Garrapinillos    | El Buen Aire              |
| S. D. El Salvador            | Zaragoza         | Colegio El Salvador       |
| C. D. Miralbueno             | Zaragoza         | Miralbueno                |
| C. D. Perdiguera             | Perdiguera       | El Prado                  |
| C. D. Recreativo Pecosa      | Zaragoza         | Polígono Santiago         |
| C. D. San Fernando           | Zaragoza         | Polígono Santiago         |
| C. D. San Agustín "B"        | Zaragoza         | Carlos Sebastián          |
| O. D. Santo Domingo de Silos | Zaragoza         | Colegio Santo Domingo     |
| Zaragoza City F. C.          | Zaragoza         | San José                  |